# Didymodon lamyanus
Didymodon lamyanus là một loài Rêu trong họ Pottiaceae. Loài này được (Schimp.) Thér. mô tả khoa học đầu tiên năm 1932.